# Robert Marasco
Œuvres principales
- Jeux d'enfants
- Notre vénérée chérie

Robert Marasco (22 septembre 1936 - 6 décembre 1998) est un romancier, dramaturge et enseignant américain. Il est surtout connu pour sa pièce de théâtre Jeux d'enfants (Child's Play (en), 1970) et son roman d'horreur Notre vénérée chérie (Burnt offerings (en), 1973), qui a été adapté au cinéma en 1976 sous le titre Trauma.

## Biographie
Né dans le Bronx, à New York, Marasco fréquente le Regis High School (en) de Manhattan et sort diplômé de l'Université Fordham. Après ses études, Marasco enseigne l'anglais, le latin et le grec ancien dans le lycée où il était élève. En parallèle, il écrit Jeux d'enfants (Child's Play), une pièce de théâtre qui traite d'actes démoniaques dans une école de garçons catholique. Marasco s'est appuyé à la fois sur son expérience de professeur et sur un fait divers lu dans la presse, à savoir le suicide d'un enseignant qui saute par la fenêtre, après avoir donné des devoirs à ses élèves. La pièce est créée au Royale Theatre de New York le 17 février 1970, avec en vedette Pat Hingle et Ken Howard.
La pièce est jouée 342 fois entre février et décembre 1970. La pièce obtient moins de succès à Londres au Queen's Theatre en 1971, mais elle est adaptée au cinéma en 1972 par Sidney Lumet, sous le titre Les Yeux de Satan, avec James Mason, Robert Preston et Beau Bridges.
Après sa pièce, Robert Marasco publie deux romans fantastiques : Burnt Offerings en 1973 (en français : Notre vénérée chérie, Albin Michel, 1974) et Parlor Games en 1979 (en français : Jeux de l'amour et de la mort, Terrain Vague, 1991). Burnt Offerings est adapté au cinéma en 1976 par Dan Curtis, avec Karen Black, Oliver Reed, Burgess Meredith, Eileen Heckart et Bette Davis, avec un dénouement différent.
Marasco a passé sa vie à High Falls, New York. Il décède d'un cancer du poumon au North Shore University Hospital à Manhasset le 6 décembre 1998, laissant plusieurs scénarios inédits et une pièce achevée, Our Sally. Il laisse dans le deuil son père Anthony Marasco et sa sœur Carole Melillo.

### Théâtre
- Jeux d'enfants (Child's Play, 1970) / adaptation Pol Quentin, L'Avant-scène théâtre n° 487, 01/12/1971, 42 p.  (ISBN 2-226-00016-X)

### Romans
- Notre vénérée chérie (Burnt offerings, 1973) / trad. Robert Latour. Paris : Albin Michel, 1974, 281 p.  (ISBN 2-226-00016-X). Rééd. Paris : NéO, coll. « Fantastique, science-fiction, aventure » n° 163, 02/1986, 281 p.  (ISBN 2-7304-0364-7) ; Paris : Presses pocket, coll. « Terreur » n° 9094, 03/1993, 281 p.  (ISBN 2-266-05565-8)
- Jeux de l'amour et de la mort (Parlor Games, 1979) / trad. Gérard de Chergé. Paris : Terrain Vague, coll. « Bibliothèque de l'insolite », 1991, 283 p.  (ISBN 2-85208-140-7). Réédition sous le titre Pièce maîtresse. Paris : Joëlle Losfeld, coll. « Arcanes » 2003, 286 p.  (ISBN 2-84412-153-5)

## Théâtrographie
- 1971 : Jeux d'enfants, adaptation française Pol Quentin, création le 29 septembre 1971 au Théâtre Hébertot, dans une mise en scène de Raymond Gérôme.

## Filmographie
- 1972 : Les Yeux de Satan, réalisé par Sidney Lumet, scénario de Leon Prochnik, d'après la pièce Jeux d'enfants, avec James Mason, Robert Preston, Beau Bridges.
- 1976 : Trauma, réalisé par Dan Curtis, scénario de Dan Curtis et William F. Nolan, d'après le roman Notre vénérée chérie, avec Karen Black, Oliver Reed et Burgess Meredith.